# Адам Томсон
Сер А́дам То́мсон (англ. Adam Thomson; нар. 1 липня 1955) — британський дипломат, постійний представник Великої Британії при НАТО (2014—2016).
Навчався у Вестмінстерській школі, Триніті-коледжі та Гарвардському університеті. Перебував на дипломатичній службі у Москві, Брюсселі, Вашингтоні, Нью-Делі.
Одружений. Має сина і доньку.
У 2009 році нагороджений Орденом Святого Михайла і Святого Георгія.

## Дипломатична кар'єра. Хронологія
- 1978: початок дипломатичної кар'єри;
- 1979—1980: мовна підготовка (російська мова);
- 1978—1981: референт у Форин-офісі;
- 1981—1983: перший секретар Посольства Великої Британії в Москві;
- 1983—1986: перший (пізніше другий) секретар місії Великої Британії при НАТО;
- 1986—1989: у Форин-офісі;
- 1990—1995: перший секретар місії Великої Британії у Вашингтоні (військово-політичний кабінет);
- 1995—1998: радник в Нью-Делі;
- 1998—2002: начальник відділу політики безпеки (Форин-офіс);
- 2002—2006: заступник постійного представника дипломатичної місії Великої Британії при ООН;
- 2010—2014: Верховний комісар британської дипломатичної місії в Ісламабаді;
- 2014—2016 — постійний представник Великої Британії при НАТО.